# Pablo Morillas
Pablo Morillas es un personaje ficticio de la serie de televisión Frágiles, interpretado por el actor Santi Millán. Su primera aparición fue en el primer episodio de la serie titulado La mano de Dani.

## Biografía ficticia
Pablo es un fisioterapeuta vacacional que utiliza unos métodos de terapia totalmente atípicos. Conoce a la perfección el cuerpo humano, pero tiene muy claro que tras el dolor físico se esconde el emocional, una historia que contar y una posibilidad de superación.
Pablo contuvo matrimonio con Ana García, que después de 6 años se separaron porque Pablo le es infiel a Ana con su hermana Pilar.  Su historia con Pilar acaba poco después de su separación con Ana, aunque él y Pilar siguen enamorados.
Pablo conoce a Teresa, una paciente que está en silla de ruedas gracias a un accidente de tráfico. Al principio, Teresa no soporta las bromas de Pablo, y le empieza a caer mal, pero después Teresa y Pablo se enamoran.
A pesar de que Teresa está casada, se enamora de él y él de ella. Al final, Pablo se decide entre Pilar y Teresa, y elige a Teresa, y ésta deja a su marido y se va con Pablo.

## Casting
Antes de que Santi Millán fuese escogido para el papel de Pablo en la serie, se barajaron otros nombres como el de los valencianos Toni Cantó y Alejandro Tous, sin embargo a los guionistas le gustaron más la interpretación de Millán.